# Tráfico de menores

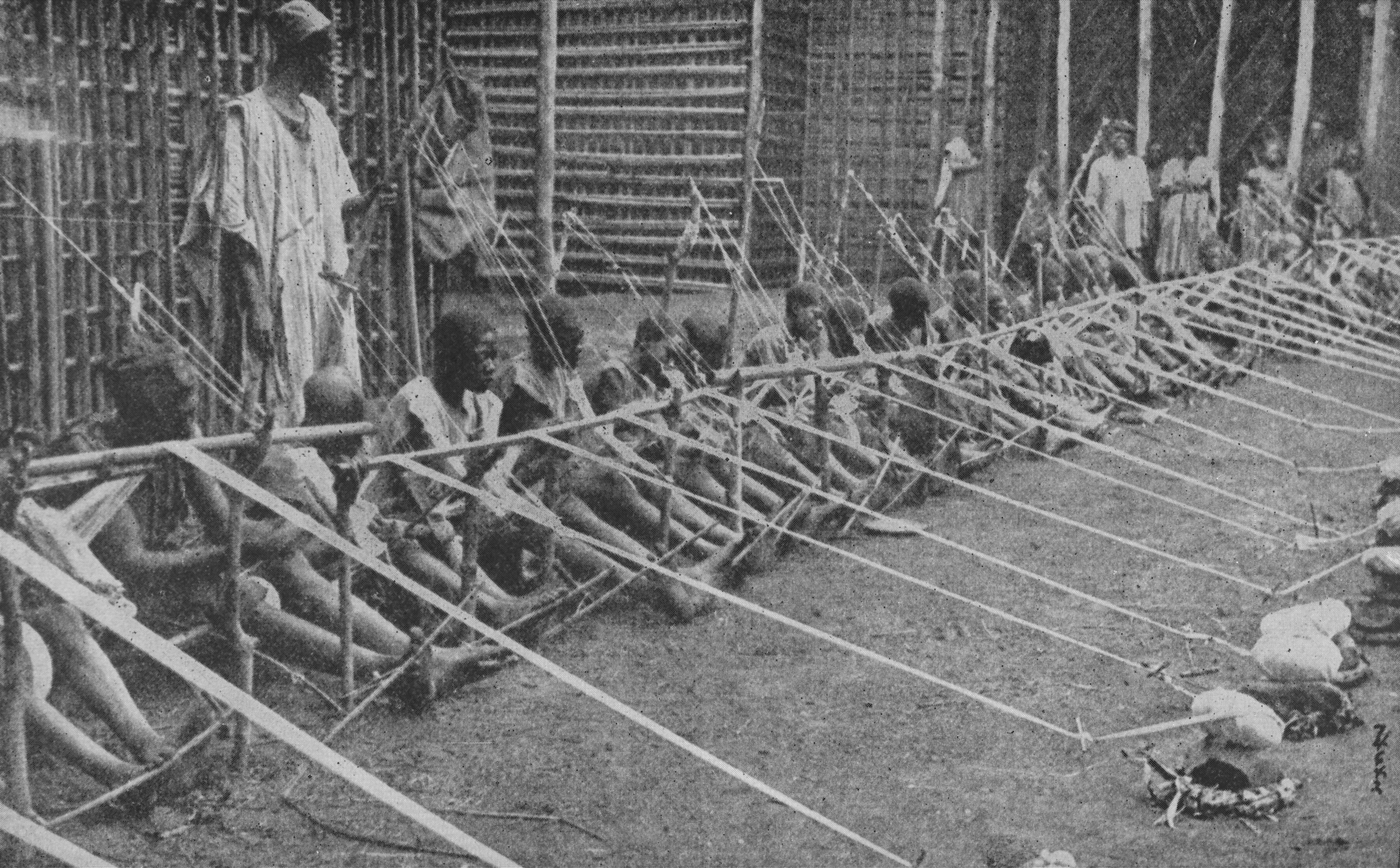
Niños varones extraídos forzosamente de sus aldeas en el Camerún alemán, siendo explotados para hilar algodón (1919).

El tráfico de menores o trata infantil es una forma de trata de personas que describe el traslado o reclutamiento de bebés, niños o adolescentes de un lugar a otro para explotarlos, siendo los más comunes el laboral y sexual. 
La carta de las Naciones Unidas define al tráfico de menores como «La captación, el transporte, el traslado, la acogida o la recepción de un niño con fines de explotación».: Artículo 3 (c)  Esta definición es sustancialmente más amplia que la definición de la «trata de personas» del mismo documento.: Artículo 3 (a) .
Aunque es difícil obtener estadísticas exactas sobre la magnitud de la trata de niñas y niños, la Organización Internacional del Trabajo estima que anualmente 1,2 millones de menores son víctimas de trata. El tráfico de menores tiene reconocimiento internacional como un delito grave que existe en todas las regiones del mundo y que a menudo tiene consecuencias para los derechos humanos. Sin embargo, fue solo en la última década que la prevalencia y las consecuencias de esta práctica se ha elevado a la prominencia internacional, debido a un aumento notable en la investigación y la acción pública. En consecuencia, se propusieron e implementaron una variedad de medidas que pueden clasificarse en cuatro categorías: protección amplia, prevención, aplicación de la ley, y asistencia a las víctimas.
Los principales documentos internacionales que abordan la trata de menores son la Convención sobre los Derechos del Niño de 1989, el Convenio sobre la prohibición de las peores formas de trabajo infantil de 1999, y el Protocolo de las Naciones Unidas para prevenir, reprimir y sancionar la trata de personas, especialmente mujeres y niños de 2000.

## Definición
El primer instrumento internacional importante relativo a la trata de niñas y niños es parte de los Protocolos de Palermo de las Naciones Unidas establecidas en el año 2000 y se conoce como el Protocolo para prevenir, reprimir y sancionar la trata de personas, especialmente mujeres y niños. El artículo 3 (a) de este documento define el tráfico de niños como «la captación, el transporte, el traslado, la acogida o la recepción de un niño con fines de explotación». Esta definición de la trata de niñas y niños solo se aplica a los casos de trata transnacionales y/o que involucren a grupos de delincuentes organizados; sin embargo, en la actualidad se reconoce que el tráfico de niños también ocurre fuera de estos parámetros. La Organización Internacional del Trabajo amplía esta definición afirmando que el traslado y la explotación son aspectos clave de la trata infantil. La definición de «niño» utilizada es la que aparece en la Convención sobre los Derechos del Niño (1989) de las Naciones Unidas, que establece que «se entiende por niño todo ser humano menor de dieciocho años de edad, salvo que, en virtud de la ley que le sea aplicable, haya alcanzado antes la mayoría de edad». La distinción incluida en esta definición es importante, debido a que algunos países han optado por establecer la «mayoría de edad» inferior a dieciocho años, influyendo así lo que constituye legalmente el tráfico de niños.

### Instrumentos legales
Existen muchos instrumentos internacionales, regionales y nacionales que abordan la trata de niños. Estos instrumentos se utilizan para definir lo que constituye legalmente el tráfico de niños, para que se pueda adoptar las acciones legales correspondientes contra quienes promueven o se dedican a esta práctica. Estos instrumentos jurídico-legales son conocidos por una variedad de términos, como convenios, protocolos, memorandos, acciones conjuntas, recomendaciones y declaraciones. A continuación se enumeran los instrumentos más importantes.

#### Instrumentos internacionales de derechos humanos
Estos instrumentos legales fueron desarrollados por las Naciones Unidas en un esfuerzo por proteger los derechos humanos y en particular los derechos del niño.
- Declaración Universal de los Derechos Humanos de las Naciones Unidas, 1948.[7]
- Convención sobre los Derechos del Niño de las Naciones Unidas, 1989.[6]

#### Tratados sobre trabajo y migración
El tráfico de niñas y niños a menudo implica tanto el trabajo infantil como la migración. Como tal, los siguientes marcos internacionales establecen en que casos estas prácticas son considerados ilegales.
- Convenio sobre la edad mínima de la OIT, 1973.[8]
- Convenio sobre la prohibición de las peores formas de trabajo infantil de la OIT, 1999.[9]
  - Recomendación n.º 190 sobre las peores formas de trabajo infantil, de la OIT, 1999.[10]
- Convenio sobre el trabajo forzoso, 1930 (núm. 29) de la OIT, 1930.[11]
- Convenio sobre los trabajadores migrantes (revisado), de la OIT, 1949.[12]
- Convención internacional sobre la protección de los derechos de todos los trabajadores migratorios y de sus familiares, 1990.[13]

#### Instrumentos relacionados específicamente a la trata
- Protocolo de las Naciones Unidas para Prevenir, Reprimir y Sancionar la Trata de Personas, Especialmente Mujeres y Niños, 2000.[1]
- Principios y directrices recomendados sobre derechos humanos y trata de personas, 2002.[14]

#### Instrumentos regionales
También se han desarrollado una variedad de instrumentos regionales para orientar a los países en las decisiones relativas a la trata de niños. A continuación se presentan algunos de los principales instrumentos, aunque existen muchos otros:
- Convenio del Consejo de Europa sobre la Lucha contra la Trata de Seres Humanos, (Convenio n.º 197), 2005.[15]
- Comunicación de la Comisión al Consejo y al Parlamento Europeo, COM 514 Final (2005)
- Acuerdo de Cooperación Multilateral para Combatir la Trata de Personas, especialmente Mujeres y Niños en África Occidental y Central, 2006
- Acuerdo subregional del Mekong de cooperación para la lucha contra la trata de personas (COMMIT), 2004

#### Leyes nacionales
Basándose en los principios internacionales que se han establecido, el desarrollo de las leyes nacionales relativas al tráfico de menores continúa en todo el mundo. La legislación contra la trata se ha alabado como esencial por la Iniciativa Global de las Naciones Unidas para la Lucha contra la Trata de Personas, ya que asegura que los traficantes y las víctimas del tráfico son tratados como corresponde: por ejemplo, «si se utilizan las leyes de migración para perseguir a los traficantes, a menudo ocurre que las víctimas también son procesados como migrantes ilegales, mientras que si hay una categoría específica de "traficante" y "persona objeto de la trata", entonces es más probable que la víctima sea tratada como tal». La existencia de leyes nacionales relacionadas con el tráfico de niños también permite a las víctimas de trata o sus familiares de iniciar las acciones civiles apropiadas contra los traficantes.

## Tipos de tráfico de menores

### Trabajo forzado
A menudo el objetivo de la trata de niñas y niños es el trabajo forzado infantil. El trabajo infantil se refiere específicamente a los menores con una edad inferior a la edad mínima estipulada para poder trabajar, la que por lo general no llega abajo de los catorce años. UNICEF estima que en 2011, 150 millones de niños de 5-14 años de edad estaban involucrados en el trabajo infantil en países en desarrollo. De este número, la Organización Internacional del Trabajo (OIT) reporta que el 60% de los trabajadores menores trabajan en la agricultura. La OIT también estima que 115 millones de niñas y niños realizan trabajos peligrosos, como el trabajo sexual o el tráfico de drogas. El trabajo infantil puede adoptar muchas formas, incluyendo la servidumbre doméstica, el trabajo en la agricultura, el sector de servicios y las industrias manufactureras. De acuerdo con varios investigadores, la mayoría de menores son forzados a la mano de obra barata, y trabajan en hogares, granjas, fábricas, restaurantes, entre otros. Los menores víctimas del tráfico pueden ser explotados sexualmente, utilizados en las fuerzas armadas, en el tráfico de drogas, y en la mendicidad infantil. En cuanto a las tendencias mundiales, la OIT estima que en el periodo 2004-2008 hubo una reducción del 3% en la incidencia del trabajo infantil; en el periodo anterior de 2000-2004, la OIT encontró que hubo una reducción de 10% en el trabajo infantil. La OIT sostiene que, a nivel mundial, el trabajo infantil está disminuyendo lentamente, excepto en África subsahariana, donde el número de niños trabajadores ha permanecido relativamente constante: en esta región, 1 de cada 4 niños en la edad de 5-17 trabaja. Otra importante tendencia global se refiere al número de menores trabajadores en el grupo de 15-17 años: en los últimos cinco años, se ha reportado un aumento de 20% en el número de niñas y niños trabajadores de esta edad.

### Explotación sexual
El Protocolo facultativo relativo a la venta de niños, la prostitución infantil y la pornografía infantil es un protocolo de la Convención sobre los Derechos del Niño, que fue adoptada formalmente por la Naciones Unidas en 2000. En esencia, este protocolo requiere formalmente que los Estados prohíben la venta de niños, la prostitución infantil y la pornografía infantil. De acuerdo con la Organización Internacional del Trabajo (OIT), la explotación sexual de los niños incluye las siguientes prácticas y actividades:
- «La utilización de niños y niñas en actividades sexuales remuneradas, en efectivo o en especie, (conocida comúnmente como prostitución infantil) en las calles o en el interior de establecimientos, en lugares como burdeles, discotecas, salones de masaje, bares, hoteles y restaurantes, entre otros»
- «La trata de niños, niñas y adolescentes con fines de explotación sexual»
- «El turismo sexual infantil»
- «La producción, promoción y distribución de pornografía que involucra niños, niñas y adolescentes»
- «El uso de niños en espectáculos sexuales (públicos o privados)»

Aunque es difícil medir el alcance de esta práctica, debido a su naturaleza criminal y encubierta, la Organización Internacional del Trabajo estima que un máximo de 1,8 millones de niñas y niños son víctimas del tráfico sexual en el mundo, mientras que UNICEF menciona una estimación de 2 millones de niños en su informe El Estado Mundial de la Infancia de 2006.
Una variedad de fuentes, incluyendo la OIT, también sostienen que el incremento en el uso y la disponibilidad de Internet ha servido como un recurso importante para los traficantes, y ha conducido al aumento de la incidencia de la trata sexual infantil. De hecho, en 2009, el jerife de Illinois, Thomas J. Dart llevó a juicio a los propietarios de Craigslist, un sitio web popular de anuncios clasificados en línea, por «permitir» y «facilitar» la prostitución, sobre todo la de los niños. Ante la presión pública y legal, Craigslist decidió bloquear todo acceso a su sección de «servicios para adultos».

### Niños en las fuerzas armadas
El Protocolo facultativo sobre la participación de los niños en los conflictos armados es un protocolo que es parte de la Convención sobre los Derechos del Niño, adoptada formalmente por las Naciones Unidas en 2000. En esencia, el protocolo establece que si bien los voluntarios menores de dieciocho pueden unirse voluntariamente a las fuerzas armadas, no pueden ser reclutados. El protocolo establece también que «Los Estados Partes adoptarán todas las medidas posibles para que ningún miembro de sus fuerzas armadas menor de dieciocho años participe directamente en las hostilidades». A pesar de ello, la OIT estima que «decenas de miles» de niños y niñas están actualmente reclutados a la fuerza en las fuerzas armadas en al menos 17 países.
Los niños reclutados son utilizados en tres maneras distintas:
- Participación en las hostilidades (roles de combate)
- Funciones de apoyo (como mensajeros o espías)
- Para obtener ventajas políticas (por ejemplo con fines de propaganda)

Investigaciones recientes realizadas por la Coalición para Acabar con la Utilización de Niños Soldados destacaron que las niñas soldados tienen que recibir reconocimiento especial, ya que son particularmente vulnerables a los actos de violencia sexual. La incidencia de niños soldados fue el enfoque de la campaña Kony 2012, que tuvo como objetivo detener a Joseph Kony, un criminal de guerra ugandés, responsable del tráfico de miles de niños soldados y esclavos sexuales.

### Niños en el tráfico de drogas
Los menores también se utilizan en el comercio de drogas en todas las regiones del mundo. En concreto, los niños a menudo son objeto de trata con fines de explotación como transportadores o traficantes de drogas, y luego «pagados» con drogas, de tal manera que se convierten en adictos y se vuelvan más atrapados. Debido a la naturaleza ilícita del tráfico de drogas, los menores que son detenidos a menudo son tratados como delincuentes, cuando en realidad son a menudo los que están en necesidad de asistencia legal. Aunque no existen estadísticas globales completas sobre la prevalencia de esta práctica, se han realizado varios estudios regionales útiles. Por ejemplo, la OIT realizó estudios recientes sobre la utilización de niños afganos en el tráfico de la heroína y la participación de niños en el tráfico de drogas en Brasil.
Un estudio sobre el involucramiento de menores en el tráfico de drogas en Río de Janeiro, Brasil encontró que los niños que participan en el tráfico de drogas corren un riesgo significativamente mayor de verse involucrado en la violencia, en particular el asesinato.

### Mendicidad infantil
La mendicidad infantil forzada es un tipo de mendicidad en la que los niños y niñas menores de dieciocho años se ven obligados a mendigar por coacción psicológica y física. La Buffalo Human Rights Law Review define la mendicidad como «la actividad de pedir dinero como caridad en la calle». Existe evidencia que sugiere que la mendicidad forzada es una de las industrias que absorbe niños traficados, y un estudio reciente de UNICEF indica que 13 % de las víctimas de tráfico en el sureste de Europa han sido objeto de trata para fines de mendicidad forzada. El protocolo de las Naciones Unidas afirma que «La captación, el transporte, el traslado, la acogida o la recepción de un niño con fines de explotación se considerará "trata de personas" incluso cuando no se recurra a ninguno de los medios enunciados en el apartado a) del presente artículo».: Artículo 3 (c)  Con esta definición, el transporte de un niño a un centro urbano para fines de mendicidad constituye trata, independientemente de que sea exigido por un miembro de la familia o un tercero. La gravedad de esta forma de tráfico está comenzando a ganar reconocimiento mundial, y varias organizaciones internacionales —incluyendo la Organización Internacional para las Migraciones (OIM), la Unión Europea, la Organización Internacional del Trabajo (OIT) y las Naciones Unidas, entre otros— comienzan a enfatizar su pertinencia. La Declaración de Bruselas sobre la prevención y la lucha contra la trata de la Unión Europea incluye la mendicidad infantil como una forma de trata, afirmando que la «Trata de Personas es un fenómeno detestable y preocupante que involucra la explotación sexual coercitiva, explotación laboral en condiciones similares a la esclavitud, la explotación mediante la mendicidad y la delincuencia juvenil, así como la servidumbre doméstica». Este problema es especialmente difícil de regular teniendo en cuenta que la mendicidad forzada a menudo se impone por miembros de la familia, y por el poder que los padres ejercen sobre un niño para asegurarse de que la mendicidad se lleva a cabo.

### Tráfico de órganos de niños
El tráfico ilegal de órganos puede alcanzar anualmente un estimado de 10.000 órganos comercializados y trasplantados de manera ilegal a nivel mundial. Es en zonas con mayor concentración de pobreza donde estos órganos son peor remunerados y en mucho casos extraídos sin ninguna remuneración y de manera forzosa. África es el mayor ejemplo de esta problemática.
Aunque los adultos poco privilegiados y/o vulnerables de los países en desarrollo son una fuente importante de tráfico de órganos y pueden ser objeto de tráfico con fines de extracción y comercio de órganos, los niños corren un riesgo aún más elevado de ser explotados.
En las últimas décadas, varios órganos internacionales como las Naciones Unidas, el Consejo de Europa y la OMS han abordado el tema del tráfico de órganos de niños, y han sido múltiples los voluntarios y organizaciones que han efectuado y siguen efectuando misiones de rescate. Aun así, actualmente las redes de delincuencia organizada emplean planes sofisticados para explotar a las personas desfavorecidas, incluyendo niños indefensos para la extracción ilícita de sus órganos, adopción ilegal y tráfico de bebés.

### Adopción ilegal
Alrededor de 5000 denuncias por robo de niños fueron presentadas entre 2008 y 2010 en tres años solamente en México.
Un informe del Netherland National Committee para UNICEF revela que encontraron indicadores importantes de tráfico de niños en los Países Bajos con diversos propósitos (prostitución, servicio doméstico, trabajo esclavo y actividades criminales).

#### Argentina
Durante la dictadura argentina (1976-1983) se produjeron secuestros y desapariciones de bebés, en muchos casos hijos de mujeres detenidas-desaparecidas.
La Asociación Abuelas de Plaza de Mayo estima en unos 500 los niños que desaparecieron en esas circunstancias y cuya identidad ha sido sustraída, y es la principal organización de derechos humanos en impulsar la búsqueda, recuperación y atención especial de los mismos. Hasta septiembre de 2010, han sido recuperadas 102 personas que habían sido víctimas del tráfico de bebés.

#### Bélgica
El medio Het Laatste Nieuws (HLN) denunció que la Iglesia católica se apropió de 30.000 bebés entre 1945 y 1980, presentando testimonios de múltiples mujeres belgas. Muchos de estos bebés siguen buscando su identidad real ya de adultos y afirman que la Iglesia los vendió a sus familias adoptivas. En 2023 la Iglesia pidió disculpas y declaró que apoya una investigación al respecto.

#### España
En España, el tráfico de bebés se produjo principalmente durante el franquismo, y en particular entre 1963 y 1970, aunque también se han registrado casos tras el restablecimiento de la democracia. En los primeros años de la dictadura, la práctica estuvo cargada de ideología, siendo secuestrados hijos de presas políticas y mujeres del banco republicano para dárselos a familias conservadoras. La práctica no se circunscribió al régimen, y los casos posteriores pasaron a ser tramas puramente económicas. Había un mercado que demandaba niños en adopción y hubo mucha gente que creó un sistema para satisfacer esa demanda.
En lo que se conoce como Operación Bebé, se investiga una trama de secuestros de bebés en España ocurridos ya en el siglo XXI.

## Mecanismos
En general, el tráfico de niños se lleva a cabo en tres fases: el reclutamiento o captación, el desplazamiento y la explotación. El reclutamiento se produce cuando un reclutador aborda un niño, o en algunos casos, cuando el niño mismo busca contacto directo con un reclutador. El reclutamiento puede iniciarse en muchas maneras diferentes: los adolescentes pueden estar bajo presión para contribuir a la supervivencia de sus familias, los niños pueden ser secuestrados o secuestrados para el tráfico, o las familias enteras pueden ser objeto de trata. Luego, se producirá el desplazamiento —a nivel local, regional y/o internacional— a través de una variedad de medios de transporte, incluyendo coche, tren, barco, o a pie. En última instancia, el objetivo de la trata de niños es la explotación, por lo que los traficantes utilizan los servicios de los niños para obtener ganancias ilegales. La explotación puede tener lugar en una variedad de formas, incluyendo el trabajo forzoso, la explotación sexual, y la mendicidad infantil, entre otras prácticas.

### Oferta y demanda
El tráfico de niñas y niños a menudo se conceptualiza mediante el modelo económico de oferta y demanda. Concretamente, los que son objeto de trata constituyen el «suministro» u «oferta», mientras que los traficantes, y todos aquellos que se benefician de la explotación, representan la «demanda». Se definen dos tipos de demanda: la demanda del consumidor y la demanda derivada. La demanda del consumidor es generado por las personas que de forma activa o pasiva, compran los productos o servicios producidos con mano de obra objeto de trata. Un ejemplo de esto sería un turista que compra una camiseta producida por un niño víctima de trata. La demanda derivada, por otra parte, se genera por las personas que se benefician directamente de la práctica de la trata, como los proxenetas o los dueños de las fábricas. 
El académico Kevin Bales ha estudiado ampliamente la aplicación de este modelo económico a los casos de trata de personas y sostiene que es fundamental para una comprensión exacta de cómo se inicia y sostiene el tráfico. Bales, y otros académicos como Elizabeth M. Wheaton, Edward J. Schauer, y Thomas V. Galli, afirmaron que los gobiernos nacionales deberían desempeñar más actividad en aplicar políticas que reduzcan los dos tipos de demanda, así trabajando hacia la eliminación de la trata.

### Mecanismos sociales
Varias organizaciones internacionales, como la Organización Internacional del Trabajo y la Iniciativa Mundial de las Naciones Unidas para Luchar contra la Trata de Personas han vinculado el tráfico de niños a la pobreza: se encontró que una vida en pobreza aumenta la vulnerabilidad de los niños a la trata. Sin embargo, la pobreza es solo uno de muchos «factores de riesgo» sociales que pueden conducir a la trata. Así, UNICEF y el Banco Mundial afirman que «A menudo, los niños experimentan varios factores de riesgo al mismo tiempo, y uno de ellos puede actuar como un disparador que pone en marcha el evento del tráfico. Esto, a veces, es llamado «poverty plus", una situación en la que por sí misma la pobreza no conduce una persona a caer víctima de trata, pero donde un factor «adicional", como una enfermedad, combina con la pobreza para aumentar la vulnerabilidad».
UNICEF, UN.GIFT y varios estudiosos, entre ellos Una Murray y Mike Dottridge, también sostienen que para una mejor comprensión de la trata de menores es necesario incorporar un análisis de la desigualdad de género. Concretamente, en muchos países, son las niñas que corren un mayor riesgo de ser objeto de trata, en particular con fines de explotación sexual. Sostienen además que dar igual voz a mujeres y hombres en la política contra la trata de personas es fundamental para reducir la incidencia de la trata de niños.
Varios informes de estudios que se llevaron a cabo a lo largo de Europa identificaron un número de riesgos que hacen los niños vulnerables a la explotación y que son también causas y factores que contribuyen a la trata de niños. Estos incluyen la marginación social y económica, antecedentes familiares disfuncionales, experiencias de abandono, abuso o violencia dentro de la familia o en instituciones, relaciones de explotación, violencia y discriminación basada en el género, experiencias de vida y trabajo callejero, situaciones de migración precarias e irregulares, aspiraciones de trabajar y ganar dinero en combinación con oportunidades limitadas para entrar o permanecer en la escuela, seguir formación profesional o conseguir un empleo regular. A medida que los esfuerzos de los gobiernos nacionales para mejorar las redes de seguridad social pueden reducir muchos de estos riesgos, el tráfico de niños se considera no solo el resultado de las actividades delictivas, sino también como indicador de las deficiencias en la capacidad del gobierno nacional de proteger efectivamente los derechos de los niños a un desarrollo seguro y saludable.

## Identificación
La definición compleja del tráfico de menores y las diferencias entre las leyes nacionales y sus interpretaciones dificultan la identificación de niñas y niños víctimas de la trata. Por ejemplo, el debate europeo sobre el tráfico de niños carece de consenso sobre cómo distinguir la trata de niños de otros contextos de explotación, como el social dumping de migrantes, la venta de menores, y el tráfico ilícito de migrantes.
Una vez que una posible víctima haya entrado en contacto con las autoridades estatales, la identificación del menor como víctima de trata requiere tiempo. El proceso a menudo se beneficia de un conocimiento profundo de la historia del niño. Cuando un niño tiene problemas con la ley, escuchar la historia completa del niño ayuda a los trabajadores sociales y los funcionarios a determinar si el niño es en realidad una víctima de un crimen, como por ejemplo la explotación, el abuso o el tráfico. Para un niño que se encuentra en un proceso administrativo, como un procedimiento de asilo, escuchar la historia completa del niño ayuda a los trabajadores sociales a detectar casos de trata. Los niños pueden ser reacios a compartir sus historias completas con las autoridades y los profesionales del servicio social designados. Algunos proveedores de servicios han descubierto que el establecimiento de una relación de confianza estable con el niño promueve el aumento de la divulgación de las experiencias de explotación y de trata que de otra manera pudieran permanecer sin detectar. El proceso de construcción de confianza puede incluir la concesión de servicios de asistencia y apoyo para garantizar la seguridad, el bienestar y el desarrollo del niño.
En virtud del derecho internacional, las víctimas identificadas de la trata de menores tienen derecho a las mismas garantías especiales que los niños víctimas de otros delitos. Estas garantías incluyen el derecho a custodia, asistencia y representación legal, seguridad y protección, apoyo a la recuperación física y psicológica y la reintegración social, regularización del estado migratorio, derecho a la reparación, y derecho de actuar como parte, o demandante, en un proceso penal. Una garantía importante para los niños víctimas de trata que han sido explotados en actividades ilegales o criminales es la cláusula de «no imponer sanciones ni enjuiciar a las víctimas de la trata de personas». Esto significa que los niños víctimas de delitos, incluido el tráfico de seres humanos, deben ser protegidos contra sanciones o enjuiciamiento por actos que se cometieron en relación con su situación como víctimas.
Los artículos 19 y 32-36 de la Convención de la ONU sobre los Derechos del Niño prohíbe la explotación de los menores en cualquier forma y en cualquier contexto. Cualquier niña o niño expuesto a la violencia, la explotación o el abuso puede ser considerado una víctima de la delincuencia y tiene los derechos y prerrogativas correlacionados, incluido el acceso a la asistencia, protección y apoyo, servicios para la recuperación y rehabilitación, acceso a la justicia, con las debidas garantías procesales en cualquier procedimiento judicial o administrativo. Los niños en riesgo de explotación deben ser identificados y reconocidos como tal. Esto implica que tienen derecho a asistencia y apoyo con el fin de evitar su explotación o cualquier otro daño resultante de los riesgos que corren. Teniendo en cuenta las dificultades de identificar a los niños que han sido objeto de trata y la amplia protección contra todas las formas y contextos de explotación, otorgada en virtud de la Convención, un enfoque basado en los derechos del niño dará prioridad a la identificación de los niños víctimas de explotación u otros delitos y los menores en situaciones de riesgo. Determinar si la explotación tiene lugar en un contexto de trata es de importancia subordinada para el contexto de la protección y de los derechos del niño. Puede interesar principalmente las investigaciones policiales y la fiscalía.

## Prevalencia
Es difícil obtener estimaciones anuales fiables sobre el número de menores objeto de trata, principalmente debido a la naturaleza encubierta y criminal de esta práctica. A menudo se requieren años para reunir y compilar las estimaciones relativas a la trata de niños y, como resultado, los datos pueden parecer insuficientes y obsoletos. Este proceso de recopilación de datos se ve dificultado por el hecho de que muy pocos países publican las estimaciones nacionales de la trata de niños. Como resultado, las estadísticas disponibles son ampliamente considerados una subestimación del alcance real del problema.

### Prevalencia global
El tráfico de niños ha sido documentado en todas las regiones del mundo. La cifra más fiable con respecto a la prevalencia de esta práctica es proporcionada por la Organización Internacional del Trabajo, que estima que 1,2 millones de niños son víctimas de trata cada año; esta estimación incluye tanto la trata transfronteriza como la trata interna.

### Prevalencia regional
A nivel regional, la Organización Internacional del Trabajo ha proporcionado las siguientes estimaciones anuales para el tráfico de niños por región:
- América Latina y el Caribe: 550.000 niños
- Asia y la región del Pacífico: 250.000 niños
- África: 200.000 niños
- Países con economías en transición: 200.000 niños
- Países desarrollados/economías industrializadas: desconocido

Como indican los números anteriores, el tráfico de niños se produce con mayor frecuencia en América Latina y el Caribe. También ocurre con mayor frecuencia en los países en desarrollo, aunque se produce también en los países desarrollados e industrializados. Por ejemplo, la Escuela de Trabajo Social de la Universidad de Pensilvania publicó un informe de estudio que estima que hasta 300.000 jóvenes estadounidenses pueden estar en riesgo de explotación sexual con fines comerciales, en cualquier momento. El Departamento de Estado de los Estados Unidos publica un informe anual que proporciona amplios datos sobre la prevalencia de la trata de personas y de niños en la mayoría de los países.

### Historia
Según el antropólogo Samuel Pyeatt Menefee, la pobreza que enfrataban los padres en Gran Bretaña a finales del siglo XVII y en el siglo XVIII, les llevó a «vender a sus hijos (en realidad, los servicios de sus hijos, pero en efecto a sus personas también)». Esta venta era más inducida por motivos económicos que las ventas de esposas, y los precios, elaborados a partir de datos limitados, «parecen haber sido bastante alto». Muchos de los niños vendidos fueron empleados como niños deshollinadores de chimeneas hasta que dejaron de ser lo suficientemente pequeño. La prostitución fue otra razón por la venta de niños, por lo general niñas. Algunos niños fueron secuestrados y luego vendidos. Al parecer, la compra se efectuó también a través de «operaciones de cría de bebés».

## Impactos

### Niños y familias
De acuerdo con UN.GIFT, el tráfico de menores tiene un impacto muy significativo en las niñas y niños víctimas de trata y sus familias. En primer lugar, el tráfico puede resultar en la muerte o lesión permanente del menor víctima de trata. Esto puede proceder de una etapa de «traslado» peligrosa o de aspectos específicos de la fase de «explotación", como condiciones de trabajo peligrosas. Por otra parte, a los menores víctimas de trata a menudo se les niega acceso a la asistencia médica, lo que aumento el riesgo de lesiones graves, enfermedades y la muerte. Los menores víctimas de trata también son a menudo objeto de violencia doméstica; pueden ser golpeados y privados de alimentos con el fin de obtener la obediencia. Además, estos menores se enfrentan con frecuencia al abuso de sustancias; pueden recibir drogas como «pago» o para asegurar que se conviertan en adictos y volverse más dependientes de los traficantes. A diferencia de muchas otras formas de delincuencia, el trauma experimentado por los niños que son objeto de trata a menudo se prolonga y se repite, lo que conduce a impactos psicológicos graves. UN.GIFT señala que los menores víctimas de trata a menudo sufren de depresión, ansiedad y trastornos de estrés postraumático, entre otras condiciones.
Los efectos en las familias también son graves. Algunas familias creen que enviar o permitir la reubicación de sus hijos a fin de encontrar trabajo traerá ingresos adicionales, mientras que en realidad muchas familias nunca más verán a sus hijos. Además, UN.GIFT ha encontrado que ciertas formas de trata, en particular la explotación sexual en las niñas, traen «vergüenza» a las familias. Así, en ciertos casos, los niños que son capaces de escapar de la trata, regresan a sus familias solo para descubrir que son rechazados y condenados al ostracismo.

### Comunidades
El tráfico de menores también puede tener un efecto importante en las comunidades si varios niños en una comunidad son objeto de trata. Como la educación de los menores víctimas de trata es interrumpido, el desarrollo social en la comunidad se ve obstaculizado. Como consecuencia de la falta de educación, los niños que logran escapar de la trata pueden tener una capacidad menor de encontrar un empleo en el resto de sus vidas. Además, las niñas objeto de trata enfrentan obstáculos especiales, como sus posibilidades de matrimonio pueden verse reducidas si la comunidad se diera cuenta de que han sido objeto de trata, sobre todo a la explotación sexual.

### Naciones
A nivel nacional, el desarrollo económico puede verse significativamente obstaculizado por la falta de educación de las niñas y niños víctimas de trata; esto se traduce en una pérdida del potencial productivo de futuros trabajadores. Los niños que logran regresar a sus familias constituyen a menudo una significativa carga económica, debido a su falta de educación y las enfermedades y lesiones que pueden haber incurrido durante el periodo de la explotación. La rehabilitación de menores que han sido objeto de trata conlleva costos elevados para que sean capaces de participar adecuadamente en sus comunidades. Por otra parte, la persistencia de la trata infantil indica la presencia de actividad criminal sostenida y la existencia de redes criminales, que, en la mayoría de los casos, también están asociados con las drogas y la violencia. En consecuencia, UN.GIFT ha mencionado el tráfico de menores como un importante indicador de las amenazas a la seguridad nacional y mundial.

## Soluciones propuestas
Las soluciones a la trata de menores, o las «acciones para combatir la trata", pueden clasificarse en cuatro categorías:
- Amplia protección: «Para evitar que los niños y las ex víctimas trata vuelvan a caer víctima de trata"
- Prevención: «del delito de tráfico de niños y la explotación que es su resultado final"
- Aplicación de la ley: «En particular, dentro de un contexto laboral y en relación con las leyes y regulaciones laborales"
- Protección: «todos los pasos para la reparación de sus quejas, la rehabilitación y la ayuda a su reintegración."[87]

Las acciones de protección amplia están dirigidas hacia los menores en riesgo de caer víctimas de trata, e incluyen sensibilización sobre la trata de niños, especialmente en las comunidades vulnerables. Este tipo de atención comunitaria también incluye políticas destinadas a mejorar la situación económica de las familias vulnerables para que cuenten con la disponibilidad de alternativas razonables en vez de enviar a sus hijos a trabajar. Ejemplos incluyen el aumento de oportunidades de empleo para los adultos y programas de transferencia condicionada de recursos. Otro importante programa de protección amplia respaldado por UN.GIFT y OIT consiste en facilitar la igualdad de género, específicamente mediante la mejora de una educación de calidad asequible para niños y niñas. Otra manera de aumentar la sensibilización sobre la trata de niños es una campaña global sobre esta temática.
Las acciones preventivas se centran en abordar la práctica real de la trata de niños, en particular mediante la aplicación de los marcos legales que se dirigen a detectar y enjuiciar a los traficantes. También incluye la adopción y aplicación de las normas internacionales del trabajo de la OIT, así como el desarrollo de prácticas de migración seguras y legales.
La aplicación de la ley se refiere a la persecución de los traficantes; UNICEF afirma que el enjuiciamiento de los traficantes de niños es la mejor manera de enviar un mensaje de que no se tolerará la trata de niños. Los traficantes pueden ser «capturados» en cualquier de las tres fases de la trata: el reclutamiento, desplazamiento, y/o la explotación; las leyes contra la trata, así como las leyes relativo al trabajo infantil, deben ser debidamente aplicadas. UNICEF ha también sugerido desarrollar sistemas de vigilancia de base que permitan que las comunidades alerten las autoridades legales si detectan señales de tráfico de niños.
La protección comienza en primer lugar con la identificación de las víctimas; las leyes relativo al tráfico de niños deben definir adecuadamente y de manera específica lo que constituye una «víctima de trata». Se debe establecer los procedimientos legales para retirar los niños de situaciones de trata, devolverlos a sus familias o reubicarlos en otro ambiente adecuado. Las víctimas también deben tener acceso a apoyo y rehabilitación física y psicológica individual para poder reintegrarse y reconstruir una vida funcional. Por último, deben tomarse medidas para evitar la «doble victimización", es decir, asegurar que los niños que han sido objeto de trata son tratados como víctimas y no como delincuentes. Un ejemplo de «doble victimización» sería un niño traficado ilegalmente en la explotación sexual en los Estados Unidos, y luego, una vez libre del tráfico, procesado por ser considerado un inmigrante ilegal.

### Organizaciones pertinentes
Muchas organizaciones han propuesto posibles soluciones para el tráfico de niños. Estas organizaciones siguen realizando investigaciones relacionadas con esta práctica y con las políticas que se pueden implementar para alcanzar su erradicación. Las organizaciones con mayor reconocimiento internacional incluyen: 
- Naciones Unidas[89]
- UNICEF[90]
- Oficina del Alto Comisionado de las Naciones Unidas para los Derechos Humanos (OACNUDH.)[91]
- Iniciativa Global de las Naciones Unidas para luchar contra la trata de personas (UN.GIFT)[92]
- Organización Internacional del Trabajo (OIT)[93]